# São Félix (São Pedro do Sul)
São Félix is een plaats (freguesia) in de Portugese gemeente São Pedro do Sul en telt 399 inwoners (2001).